# Mario Mikolić
Mario Mikolić (Karojba, Istra, 24. ožujka 1937. – Pula, 28. kolovoza 2016.), hrvatski povjesničar, opunomoćeni ministar, diplomat, veleposlanik u Ministarstvu vanjskih poslova Republike Hrvatske. Živio u Puli.

## Životopis
Mario Mikolić rodio se u obitelji oca Antuna i majke Josipe. Četverogodišnje osnovno obrazovanje završava u rodnome mjestu, a osmogodišnju Klasičnu gimnaziju s velikom maturom u Biskupskom sjemeništu u Pazinu. Odustajući od svećeničkog poziva, a da bi mogao nastaviti redoviti sveučilišni studij (budući da su tadašnje vlasti 1953. ovoj gimnaziji uskratile pravo javnosti, proglasivši je privatnom Srednjevjerskom školom), bio je prisiljen privatno polagati 6, 7. i 8. razred te veliku maturu, što uspješno dovršava u jesen 1956. na Gimnaziji „Otokar Keršovani“ u Pazinu. Uz redoviti radni odnos, diplomirao je u veljači 1974., na odsjeku opće i nacionalne povijesti na Filozofskom fakultetu u Zagrebu, gdje je 1996. i doktorirao s temom “Istra u politici susjednih zemalja i velikih sila nakon kapitulacije Italije”.
Najprije je honorarno radio na Birotehničkoj školi u Zagrebu (1961.), a potom je u stalnom radnom odnosu (1963./1964.) podučavao u osnovnoj školi u Karojbi. Nakon završenog vojnog roka (1965.), postao je kustos u Muzeju narodne revolucije Istre (danas Povijesnom i pomorskom muzeju Istre) u Puli, a zatim prelazi u Općinski komitet Saveza komunista Hrvatske kao samostalni politički radnik. Istovremeno obnaša društvene funkcije: bio je vijećnik Skupštine općine Pula (izabran u Mjesnoj zajednici “Mirna”), predsjednik Kulturno-prosvjetne zajednice općine Pula, predsjednik ”KUD-a “Matko Brajša Rašan” i član Predsjedništva Republičke samointeresne zajednice u oblasti kulture, predsjednik Povijesnog društva Istre i dr.
S mjesta samostalnog političkog radnika upućen je u Savezni sekretarijat za vanjske poslove u Beogradu. Poslije šestomjesečnih priprema imenovan je prvim tajnikom veleposlanstva Socijalističke Federativne Republike Jugoslavije u Mogadishu u Somaliji (1977. – 1981.). Od tada pa do raspada Jugoslavije, živio je i radio u Beogradu, dok mu je obitelj bila u Puli ili s njime u inozemstvu. U međuvremenu je bio savjetnik veleposlanstva SFRJ u Londonu, zadužen za pitanja tiska i kulture, te za neka pitanja u odnosima Velike Britanije s istočnim socijalističkim zemljama (1984. – 1988.). Po povratku, unaprijeđen je u zvanje opunomoćenog ministra (stupanj niže od veleposlanika) i postavljen za šefa diplomatskog protokola Ministarstva vanjskih poslova. Na tom je mjestu imao priliku upoznati i radno se družiti s nizom inozemnih predsjednika, premijera i ministara vanjskih poslova. Bio je svjedok događanja koja su prethodila neposrednom raspadu SFRJ (njezin posljednji nastup na summit u nesvrstanih zemalja, 14. kongres SKJ, brojni sastanci vrhova tadašnjih republika s međunarodnim posrednicima u Beogradu, Zagrebu, Ljubljani, na Brijunima, u Igalu i dr.).
Nakon raspada Jugoslavije, a u svezi s prethodnim razgovorima i dogovorima, na poziv dr. Franje Tuđmana, u veljači 1991. prelazi iz Beograda u Zagreb, u Ured predsjednika Republike Hrvatske, gdje je postavljen za šefa Protokola predsjednika RH, zadržavši zvanje opunomoćenog ministra. Po nalogu predsjednika Tuđmana, utemeljio je Državni protokol RH i istodobno je imenovan njegovim prvim ravnateljem. Posebnim ukazom predsjednik Tuđman dodijelio mu je zvanje veleposlanika u Ministarstvu vanjskih poslova. Za to je vrijeme pratio predsjednika Tuđmana na brojnim državničkim putovanjima u zemlji i u inozemstvu (u Ženevu, New York, Washington, London, Bonn, Pariz, Santiago de Chile, Buenos Aires, Peking i dr.).
Osmislio je sve diplomatske dokumente za državne potrebe (akreditivna pisma – vjerodajnice za hrvatske veleposlanike, patentna pisma – pisma imenovanja za hrvatske konzule i generalne konzule, egzekvature – dozvole za djelovanje stranih konzula i generalnih konzula u RH, opozivna pisma za hrvatske veleposlanike na službi u inozemstvu i dr.) te državni ceremonijal – obrednik za razne prigode (doček i ispraćaj stranih veleposlanika, doček i ispraćaj stranih državnika, prisega novoizabranog predsjednika RH, prisega novoimenovanih članova vlade, polaganje vijenaca na pojedina mjesta i dr.). U izdvojenim razgovorima upućivao je nove hrvatske veleposlanike u njihove zadaće i načine rada u predstavljanju Hrvatske u inozemstvu. Nakon što je utemeljena Diplomatska akademija bio je na njoj redoviti predavač.
Osmišljavanjem djelovanja države u duhu međunarodne prakse i međunarodno-pravnih tekovina, svojim se radom istaknuo u stvaranju temelja nove, međunarodno priznate Republike Hrvatske. Na poticaj predsjednika Tuđmana napisao je dvije knjige (udžbenika) o državnom protokolu („Diplomatski protokol: praksa u Republici Hrvatskoj i neke praktične upute“, Zagreb 1995. i „Diplomatski i poslovni protokol“, Zagreb 2002.). Bile su to prve knjige te vrste javno objavljene na prostorima nekadašnje SFRJ, odnosno u novoproglašenim samostalnim državama. Za rada u Uredu predsjednika Republike Hrvatske imao je putovnicu pod brojem 000017, što ukazuje na njegov položaj u novostvorenoj samostalnoj Hrvatskoj. Budući da je prva vjerodajnica hrvatskog veleposlanika u Vatikanu napisana na latinskom jeziku, tekst je s hrvatskog na latinski, na Mikolićevu zamolbu, preveo latinist i arhivist dr. sc. Mate Križman, rodom Istranin.
Iz Ureda predsjednika RH Mikolić je potom nakratko upućen u Ministarstvo vanjskih poslova, bez konkretno opisanih zadaća, a onda je imenovan opunomoćenim veleposlanikom RH u Kopenhagenu (tijekom cijelog mandata, 1996. – 2000., služba se odnosila i na Island, a dvije godine i na Kraljevinu Norvešku). Za boravka u Danskoj njegov se doprinos jačanju bilateralnih odnosa iznimno cijenio, no zbog nepostojanja međudržavnog sporazuma o razmjeni odličja (bez obzira na hrvatsku praksu da odličje daje svakom stranom veleposlaniku na kraju mandata) nije primio zasluženo odlikovanje. Njegovim zalaganjem, ta su odlikovanja kasnije dobivali hrvatski veleposlanici u Danskoj.
Po povratku iz Danske postavljen je za šefa diplomatskog protokola Ministarstva vanjskih poslova, a potom je imenovan opunomoćenim veleposlanikom u Kijevu (2002. – 2006.).  Dok je bio u Ukrajini, njegovim zalaganjem ostvaren je dijalog i razmjena državnih ili službenih i radnih posjeta na razini predsjednika država, predsjednika parlamenata i parlamentarnih odbora, ministara vanjskih poslova i ministara gospodarstva. Pored ostalog, u tri su grada Ukrajine (Kijevu, Lavovu i Odesi), na njegov poticaj, održani Dani hrvatskog filma.
U zvanju veleposlanika umirovljen je 2006.

## Znanstveni rad
Uz rad na diplomatskim poslovima, Mikolić usporedno bavio i znanstveno-istraživačkim radom o novijoj povijesti Istre. Osim knjige „Istra 1941. – 1947. – godine velikih preokreta“, Zagreb 2003., temeljene na doktorskoj disertaciji, objavio je niz znanstvenih rasprava i stručnih članaka u raznim časopisima, zbornicima i novinama u Hrvatskoj. Među njima se ističu: „Istra 1943.“, Časopis za suvremenu povijest, III/1973., Zagreb; „Komunistička partija Jugoslavije i Komunistička partija Italije u odnosu na NOP u Istri“, Časopis za suvremenu povijest, I/1975., Zagreb; „Partijsko savjetovanje za Istru u prosincu 1943.“, Jadranski zbornik, IX, Pula-Rijeka 1975.; „Neka pitanja iz odnosa ZAVNOH-a prema Istri“, Jadranski zbornik, 9, Pula – Rijeka 1976.; „NOP u Istri (jesen 1943. – jesen 1944. godine)“, Pazinski memorijal, 6, Pazin 1977.; „Prosvjetna i kulturna politika Oblasnog NOO-a za Istru“, Historija, 2/1979., Rijeka; „Politički motivi i međunarodni odjek odluka NOP-a o sjedinjenju Istre s Jugoslavijom 1943.“, Pazinski memorijal, 18, Pazin 1983.; „KPJ i KPI prema ustanku u Istri 1941.“, Pazinski memorijal, 15, Pazin 1987. Nastupio je na mnogobrojnim znanstvenim i stručnim skupovima. Još uvijek povremeno objavljuje tekstove u puljskom dnevniku “Glasu Istre”, posebice na teme vanjske politike i novije povijesne problematike.

## Odlikovanja
Za svoj je diplomatski rad primio niz odlikovanja: Red hrvatskog trolista, Spomenicu Domovinskog rata 1990.- 1992. i Spomenicu domovinske zahvalnosti. Tijekom boravka u Ukrajini, među vrlo rijetkim strancima, primljen je u Međunarodni viteški red Svetog Stanislava, Ukrajinski ogranak, u zvanju komtura (Commander’s Cross).[ukrajinsko ime?] Prije završetka mandata, a u povodu jubileja ukrajinske neovisnosti, kao jedini strani veleposlanik primio je orden „Za zasluge“ III. stupnja. Međunarodno povjerenstvo za ljudska prava Ukrajine podarilo mu je naslov „Zaslužnika zaštitnika ljudskih prava“ s posebnom diplomom i medaljom, dok mu je na odlasku iz Ukrajine Vrhovna rada (parlament) dodijelila „Počasnu diplomu za osobite zasluge pred ukrajinskim narodom“.

## Vanjske poveznice
- Razgovor: Bivši hrvatski veleposlanik u Ukrajini. Dr. Mario Mikolić: Treći svjetski rat nije nikome u interesu, Glas Slavonije, 3. ožujka, 2014. Razgovarao Mate Ćurić. Pristupljeno 31. kolovoza 2016.